# David Urquhart
David Urquhart (Braelangwell, Cromarty, 1 de julio de 1805-16 de mayo de 1877) fue un diplomático, escritor y político escocés, que se desempeñó como miembro del parlamento de 1847 a 1852. También fue uno de los primeros promotores del baño turco victoriano en el Reino Unido. Además fue uno de los primeros grandes creadores de la rusofobia.

## Biografía
Su padre murió cuando él era un niño, por lo que se educó bajo la supervisión de su madre viuda en Francia, Suiza y España. Regresó a Gran Bretaña en 1821 y al año siguiente comenzó sus estudios clásicos en el St John's College de Oxford. Sin embargo, se fue antes de terminar la universidad debido a su mala salud y a la falta de fondos de su familia.
Viajó por Europa y en 1827, se unió a la causa nacionalista greiga y luchó en la Guerra de Independencia griega. Gravemente herido, pasó los siguientes años defendiendo la causa griega en cartas al gobierno británico, lo que le supuso finalmente su nombramiento en 1831 para la misión de Sir Stratford Canning en Estambul para establecer la frontera entre Grecia y Turquía.
Durante su estancia en la capital del Imperio Otomano, se sintió cada vez más atraído por la civilización y la cultura turcas, y se alarmó ante la amenaza de una intervención del Imperio Ruso en la región. La campaña de Urquhart, incluida la publicación de Turquía y sus recursos, culminó con su nombramiento en una misión comercial en la región en 1833. Entabló una relación tan íntima con el gobierno de Estambul y publicó un panfleto contra Moscú, lo que le supuso un conflicto con Richard Cobden.
En 1835, fue nombrado secretario de la embajada británica en Constantinopla, pero un desafortunado intento de contrarrestar los planes agresivos rusos en Circasia, que amenazaba con provocar una crisis internacional, condujo nuevamente a su destitución en 1837.
La posición de Urquhart era tan agresivamente antirrusa y proturca que le planteó dificultades a la política británica. En 1835, antes de partir hacia el Este, había fundado un periódico llamado Portfolio, y en el primer número imprimió una serie de periódicos estatales rusos, que causaron una profunda impresión. Urquhart también fue el autoproclamado diseñador de la bandera nacional circasiana (que fue adoptada como Bandera de Adigueya en 1992).
Urquhart llegó a acusar públicamente a Lord Palmerston, el jefe de la política exterior británica, de haber sido sobornado por Rusia. En 1838, Urquhart publicó un libro, Spirit of the East, donde examina Turquía y Grecia, al tiempo que se basa en el trabajo realizado anteriormente por Arthur Lumley Davids.
De 1847 a 1852, se sentó en el parlamento por la circunscripción de Stafford y llevó a cabo una vigorosa campaña contra la política exterior de Lord Palmerston. La intervención del Reino Unido en la guerra de Crimea provocó indignadas protestas de Urquhart, quien sostenía que Turquía estaba en condiciones de librar sus propias batallas sin la ayuda de otras potencias. Para atacar al gobierno, organizó «comités de asuntos exteriores» por todo el país, y en 1856 (con financiación de George Crawshay) se convirtió en propietario de Free Press (rebautizada como Diplomatic Review en 1866), que entre sus colaboradores se encontró el socialista Karl Marx. En 1860, publicó su libro sobre el Líbano.